# Xocchel
Xocchel è una piccola località nello stato dello Yucatán, in Messico, capoluogo del comune omonimo, uno dei 106 che compongono quella entità federativa.

## Geografia fisica
La località si trova nel centro dello stato dello Yucatán, a circa 20 km a sud-ovest della città di Izamal e a 48 km a est di Mérida, la capitale dello stato dello Yucatán.

## Origini del nome
Il nome Xocchel significa in lingua maya "contare gazze" ed è composto dai termini xook ("contare") e ch’eel ("gazza").

## Storia
Non si conoscono dati precisi sulla fondazione di Xocchel. Si sa che appartenne al cacicazgo di Ah Kin Chel.
Durante il periodo coloniale, nel 1753, ebbe come encomenderas Catalina Guerrero y Ulbarri e María Enríquez de Novoa, con 207 indigeni.